# Sese
Sese is een dorp in het district Southern in Botswana. De plaats telt 2721 inwoners (2011).